# Małgorzata Mielech
Małgorzata Mielech – polska tancerka, nauczyciel tańca, choreograf.

## Życiorys
Jest absolwentką Ogólnokształcącej Szkoły Baletowej im. Olgi Sławskiej-Lipczynskiej (2007), jak również Gaga Teacher’s Training Course w pod kierownictwem artystycznym Bosmat Nossan i Saar Harari i mentoratem Ohada Naharina (2018). Od 2007 do 2012 była solistką w Polskim Teatrze Tańca. Tańczyła w spektaklach takich choreografów jak m.in. Ohad Naharin, Yossi Berg, Jacek Przybyłowicz, Yoshifumi Inao, Ewa Wycichowska, Gunhild Bjørnsgaard, Paulina Wycichowska, Thierry Verger i innych. Jest związana z DanceLab (własnym projektem artystycznym założonym w 2012). W jego ramach wyprodukowała spektakle: FearLess (zakwalifikowany do Polskiej Sieci Tańca w sezonie 2020/2021), Sababa, NILREB, Anonymous i I’mperfect. W ramach sesji zdjęciowych współpracowała m.in. z Rayem Wilsonem, czy z Apparat.
Jest lub była gościnną nauczycielką, w: 
- Scottish Dance Theatre (Dundee),
- Bangkok City Ballet (Tajlandia),
- Regionteater Väst (Uddevalla),
- ilDance (Göteborg),
- T.H.E Dance Company (Singapur),
- Lasalle – Collage of the Arts (Singapur),
- Polskim Teatrze Tańca w Poznaniu,
- Teatrze Wielkim – Operze Narodowej w Warszawie,
- Akademii Sztuk Teatralnych w Krakowie,
- Ogólnokształcącej Szkole Baletowej w Poznaniu[2].

Prowadzi warsztaty z Ga-Ga, tańca współczesnego, M.O.V.E. oraz improwizacji. Jest twórcą GoPiYoga, autorskiej formy ruchu przeznaczonej głównie dla tancerzy.

## Nagrody
Otrzymała m.in. następujące nagrody:
- „Najbardziej abstrakcyjna idea” (Festiwal Licht.blicke w Norymberdze),
- Medal Młodej Sztuki (2021)[2][1].